# Lukas Mertens
Lukas Mertens (* 22. März 1996 in Wilhelmshaven) ist ein deutscher Handballspieler. Er spielt auf der Position Linksaußen für den SC Magdeburg in der Handball-Bundesliga.

## Vereinskarriere
Lukas Mertens spielte in der Jugend für die JSG Wilhelmshaven und krönte seine Jugendspieler Karriere mit der Oberliga-Meisterschaft des Handball-Verbandes Niedersachsen in der Saison 2013/14. Zudem spielte Mertens in der Niedersachsenauswahl und war ab 2012 Teil der Jugendabteilungen der deutschen Handballnationalmannschaft. Mit der U-20 Auswahl gewann er die Silbermedaille bei der U-20 EM in Dänemark und wurde ins All Star-Team gewählt. Ab 2013 lief er für den Wilhelmshavener HV auf und schaffte 2015 mit der Mannschaft die „perfekte Saison“ und stieg in die 2. Handball-Bundesliga auf.
Mertens wechselte im Sommer 2017 zum SC Magdeburg in die Handball-Bundesliga. Mit Magdeburg gewann er die EHF European League 2021, den IHF Super Globe 2021 und die Deutsche Meisterschaft 2022. 2022 verteidigte er mit dem SCM den Titel beim IHF Super Globe 2022. Mit dem SCM gewann er die EHF Champions League 2022/23 im Finale gegen KS Kielce mit 30:29 nach Verlängerung. Beim IHF Super Globe 2023 gewann er zum dritten Mal in Folge die Klub-Weltmeisterschaft. Im Jahr 2024 gewann er mit dem SCM den DHB-Pokal und die deutsche Meisterschaft. In der EHF Champions League 2024/25 gewann er mit dem SCM das Finale gegen die Füchse Berlin.

## Auswahlmannschaften
Am 5. November 2021 gab er sein Debüt in der deutschen Nationalmannschaft in einem Testspiel gegen Portugal in Luxemburg. Bei der Europameisterschaft 2022 bestritt er die ersten zwei Spiele, bevor ein positiver COVID-19-Test sein Turnier beendete. Bei der Weltmeisterschaft 2023 erreichte er mit der deutschen Nationalmannschaft den 5. Platz. Das Team zeigte damit eine Leistungssteigerung gegenüber den durch die Corona-Pandemie beeinflussten letzten großen Turnieren, Mertens erzielte 27 Tore. Er stand im Kader für die Europameisterschaft 2024 und belegte mit Deutschland den 4. Platz. Bei den Olympischen Spielen 2024 in Paris gewann er mit der deutschen Nationalmannschaft die Silbermedaille. Dafür wurden er und sein Team am 4. November 2024 vom Bundespräsidenten Frank-Walter Steinmeier mit dem Silbernen Lorbeerblatt ausgezeichnet. Bei der Weltmeisterschaft 2025 scheiterte die DHB-Auswahl im Viertelfinale und beendete das Turnier auf Rang 6.

## Privates
Lukas Mertens ist in Wilhelmshaven aufgewachsen und machte sein Abitur am Neuen Gymnasium Wilhelmshaven. Derzeit studiert er Sportwissenschaften an der Otto-von-Guericke-Universität Magdeburg.